# Alexander Mbuka-Nzundu
Alexander Mbuka-Nzundu (* 1918 in Leverville-Soa, Demokratische Republik Kongo; † 14. Oktober 1985 in Kikwit, Provinz Bandundu) war Bischof von Kikwit.

## Leben
Alexander Mbuka-Nzundu empfing am 11. August 1948 das Sakrament der Priesterweihe für das Bistum Kikwit.
Am 24. Juni 1961 ernannte ihn Papst Johannes XXIII. zum Titularbischof von Cataquas und bestellte ihn zum Weihbischof in Kikwit. Der Bischof von Kikwit, André Lefèbvre SJ, spendete ihm am 29. Oktober desselben Jahres die Bischofsweihe; Mitkonsekratoren waren der Weihbischof in Léopoldville, Joseph-Albert Malula, und der Bischof von Popokabaka, Pierre Bouckaert SJ.
Am 29. November 1967 ernannte ihn Paul VI. zum Bischof von Kikwit.
Alexander Mbuka-Nzundu nahm an allen vier Sitzungsperioden des Zweiten Vatikanischen Konzils teil.